# HD 142763
HD 142763，又名BD+19 3036，SAO 101821、HR 5931，是一颗恒星，视星等为6.26，位于銀經31.61，銀緯46.96，其B1900.0坐标为赤經15h 51m 11.1s，赤緯+18° 46.96′ 47″。

## 特性
- 光谱分类：B8III
- U−B 色指数：-0.43
- B−V色指数：-0.11

## 天体测定
- 径向速度 (Rv) -0.43 km/s
- 赤经：-42 mas/yr
- 赤纬：- mas/yr

## 其它命名
BD+19 3036，SAO 101821，HD 142763，HR 5931 